# 妙楽寺 (小浜市)

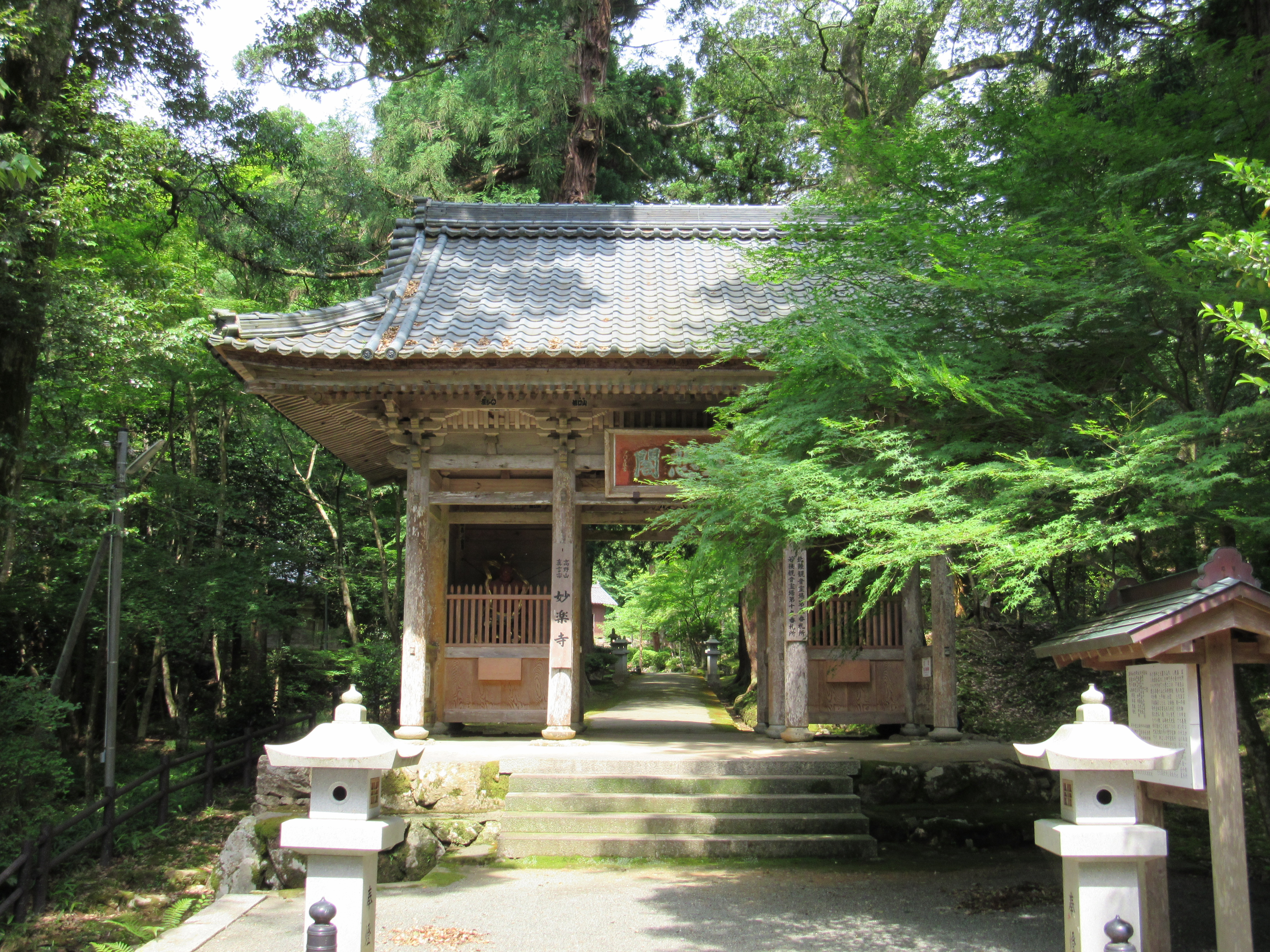
妙楽寺山門（1777年に建造）

妙楽寺（みようらくじ）は、福井県小浜市野代にある高野山真言宗の寺院。山号は岩屋山。本尊は千手観音菩薩。養老3年（719年）行基が本尊を彫り、延暦16年797年空海が再興したと伝えられているが、羽賀寺の縁起により名田を寄進されてもいるので、建立の起源は定かでない。
北陸三十三ヵ所観音霊場第3番札所。若狭観音霊場第19番札所。
山門は1777年（安永6年）に再建されたもの。

## 文化財
重要文化財
- 本堂（附：厨子）[2]

鎌倉時代初期の建立、厨子には永仁4年（1296年）と銘があり、若狭における最古の建造物である。桁行5間・梁行5間のほぼ正方形の寄棟造檜皮葺である。
- 木造千手観音立像

平安時代中期の作、檜の一木造。長く秘仏であったため、現在も金箔に覆われている。
本面（正面の顔）の左右に両脇面を表し、頭上の21の小面と合わせて計24面を有する。千手観音像は42本の手で「千手」を代表させるのが一般的だが、本像は42本の大手の間に多数の小手を表した「真数千手」像の一例である。

## 交通アクセス
- JR西日本小浜線小浜駅から車で15分
- 舞鶴若狭自動車道小浜ICから約5km
- 若狭西部広域農道木崎から約2km

## 近隣情報
- 明通寺
- 萬徳寺
- 圓照寺
- 多田寺
- 若狭彦神社
- 羽賀寺